# 卡左雙多巴
卡左雙多巴（英語：Carbidopa/levodopa），也稱為levocarb及co-careldopa，是卡比多巴和左旋多巴兩種藥物組成的複方藥。此藥物主要用於控制帕金森氏症的症狀，但不能延緩疾病發展或是阻止其惡化。患者透過口服方式攝入。可能需要使用兩到三週後才能看到效果。給藥後大約十分鐘到兩小時內開始作用，發揮作用的時間約為五個小時。
使用後常見的副作用有運動障礙和噁心。較嚴重的副作用有抑鬱、姿位性低血壓、嗜睡突然發作、精神病和冒險行為增加。卡比多巴可防止左旋多巴（即L-多巴）在大腦外分解。左旋多巴在大腦中被分解成多巴胺，成為一活性形式。卡比多巴也有助於預防左旋多巴引起的一些噁心作用。
此藥物已被列入世界衛生組織基本藥物標準清單之內。有通用名藥物在市面銷售。它於2021年在美國最常使用處方藥中排名第252，開立的處方箋數量超過100萬張。

## 醫療用途

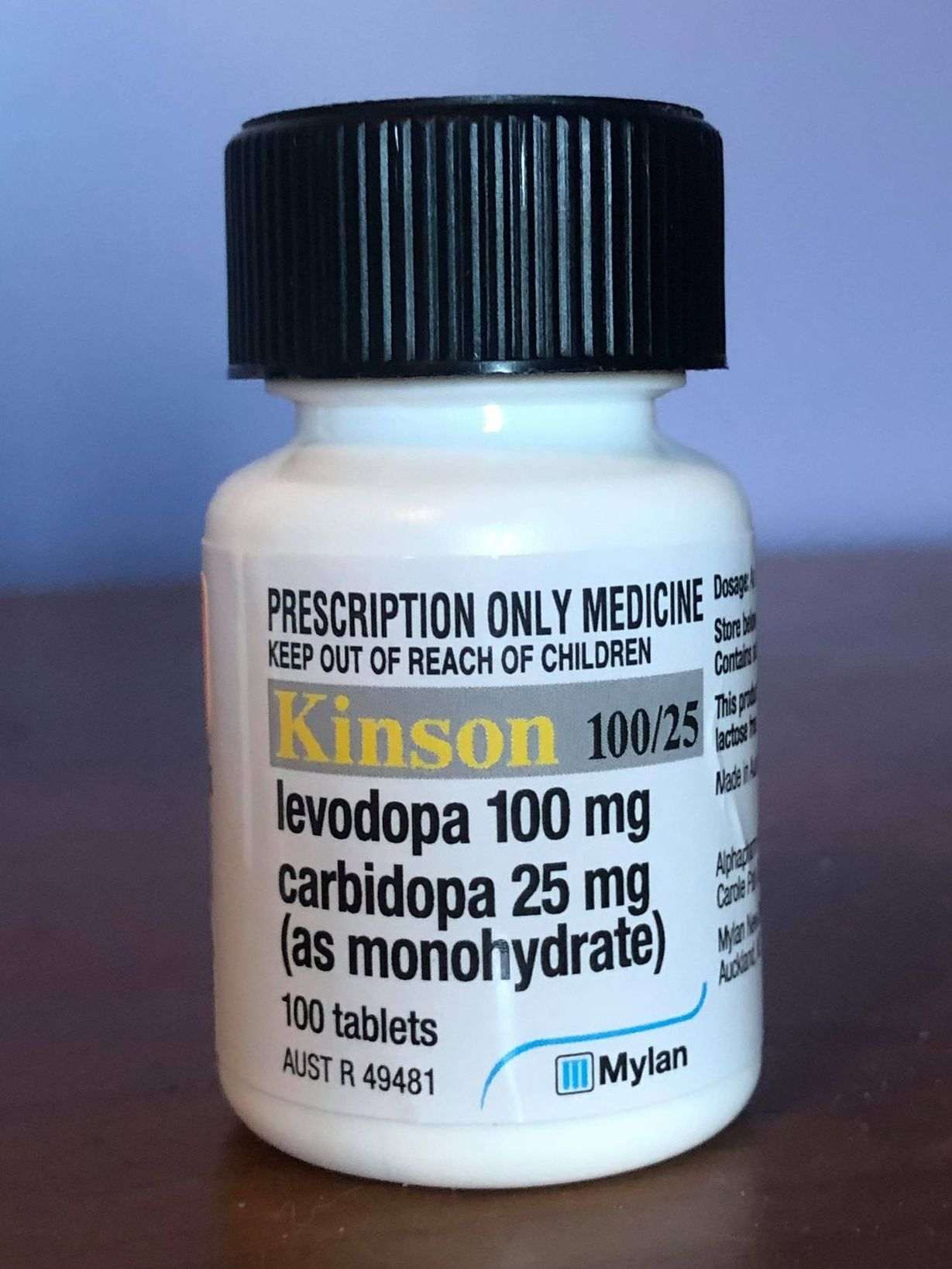
於澳大利亞銷售的瓶裝卡左雙多巴，每片片劑中的成分：卡比多巴（25毫克）/左旋多巴（100毫克）。

### 帕金森氏症
此藥物主要用於改善罹患帕金森氏症個體的症狀，但不會改變病程。可能需要服用兩到三週後才能看到效果。服用後會在大約十分鐘到兩小時內開始發揮作用，作用時間約為五小時。
目前正有一種由給藥泵（intra-intestinal pump）直接向腸道給藥的製劑（名為Duodopa）在開發中。

### 其他
藥物的其他用途包括用於治療多巴胺反應性肌張力不全症（DRD）和不寧腿症候群。使用卡左雙多巴可能會造成增強的效果，而延長不寧腿症候群的持續性，增加嚴重程度。
有初步證據顯示它與其他治療方法一起使用時，能在治療弱視方面發揮作用。

## 副作用
使用後常見的副作用有頭暈、嗜睡、視力模糊、嘔吐、噁心、口乾、食慾不振、胃灼熱、腹瀉、便秘、經常打噴嚏、鼻塞、出現普通感冒症狀、咳嗽、肌肉痛、幻覺、感覺減退或刺痛感、睡眠障礙、皮疹、搔癢和/或頭痛。
不常見，但會較嚴重的副作用可能有非常頻繁眨眼或眼睛抽搐、昏厥、情緒變化，例如混亂、抑鬱、幻覺、出現自殺念頭或不尋常的強烈衝動（例如賭博）、性慾增強、妄想（強烈相信顯然不真實的某件事）、不自主運動或痙攣惡化，和/或其他運動問題。

## 作用機轉
左旋多巴透過一種稱為芳香族L-胺基酸脫羧酶的天然酵素，被轉化為多巴胺。當左旋多巴穿過血腦屏障後，前面所說的轉化會發生在周邊血液循環和中樞神經系統之中。中樞神經系統多巴胺受體的活化可改善帕金森氏症的症狀，然而周邊多巴胺受體的活化會導致噁心和嘔吐。因此左旋多巴通常會與芳香族L-胺基酸脫羧酶抑制劑（DDCI）聯合使用，在本例中的抑制劑為卡比多巴，卡比多巴具有很強的極性（在生理性pH值下帶電），不能穿過血腦屏障，但會阻止左旋多巴於周邊系統轉化為多巴胺，而減少左旋多巴的不良副作用。使用卡比多巴還可增加血液中可攜帶進入大腦的左旋多巴數量。

## 歷史
一位名為奧萊·霍尼凱維奇的奧地利生物化學家於1960年在維也納大學服務期間，為死於帕金森氏症的患者驗屍，而認為這種疾病與大腦基底核中多巴胺水平的降低有關或是由此而引起。由於多巴胺本身不會進入大腦，他嘗試用多巴胺前體DOPA的外消旋體混合物為20名患者進行治療，這種混合物可進入大腦並在芳香族L-胺基酸脫羧酶的作用下轉化為多巴胺，並得到正面的結果。法裔加拿大人神經學家安德烈·巴博在蒙特婁進行的另一項試驗也有相同的結果。不幸的是其他研究人員無法將這些早期結果複製，使用DOPA一直受到質疑，直到1967年，一位於紐約州布魯克黑文國家實驗室服務的喬治·科齊亞斯採用大劑量的DOPA（每天高達16克）才得到類似的結果。在前述結果公佈後不久，於默克藥廠服務的Curt Porter發現關鍵所在 - DOPA中含有的L-多巴（L-DOPA）才是具有活性的立體異構物，因而使用的DOPA中實際有效劑量只有一半。
於羅氏藥業服務的Alfred Pletscher及其同事以L-多巴 (L-DOPA，活性形式）合成本塞拉肼（一種芳香族L-胺基酸脫羧酶抑制劑），進一步將治療所需劑量降低。L-多巴與本塞拉肼的複方製劑以Madopa（美道普）品牌上市。於默克藥廠服務的的維克多‧洛蒂 (Victor Lotti) 也進行獨立研究。 默克藥廠於1962年合成另一種芳香族L-胺基酸脫羧酶抑制劑carbidopa,並取得專利。Victor Lotti於1971年顯示使用左旋carbidopa可進一步減少L-多巴的治療劑量。 L-carbidopa和L-多巴組成的複方劑以Sinemet品牌於市面銷售。

## 社會與文化

### 經濟學
市面上有此藥物的通用名藥物銷售，價格中等。

### 名稱
英國核准名稱（BAN） 系統下的通用名稱是Co-careldopa。
市面有多個品牌存在，有Sinemet (莫克藥廠)、Pharmacopa、Atamet、Apo-Levocarb、Duodopa、Kinson和Pharmacopa等。
緩釋製劑以Rytary和Sinemet-CR的品牌銷售。緩釋腸道溶液以Duopa品牌銷售。

## 短缺
默克藥廠於1991年將生產和銷售Sinemet的權利授權給新成立的合資企業 - 杜邦默克製藥公司（DuPont Merck Pharmaceutical Company）。同年，一種可減少服用頻率的緩釋製劑（Sinemet CR）也獲得批准。杜邦公司於1998年將默克藥廠在合資企業中的股份購入，而成立杜邦製藥公司（DuPont Pharma），但默克藥廠仍繼續為杜邦製藥生產此藥物。由於活性成分供應商發生變化，默克藥廠就此從等待監管部門批准，而於2009年底開始直至2011年停止藥物的生產，導致Sinemet和Sinemet CR兩種品牌的藥物供應發生短缺，但市面仍有通用名藥物持續供應中。